# ایون مکی
ایون مکی (انگلیسی: Iven Mackay; ۷ آوریل ۱۸۸۲ – ۳۰ سپتامبر ۱۹۶۶) فرمانده نظامی اهل استرالیا بود. وی برندهٔ جوایزی همچون نشان امپراتوری بریتانیا شده‌است.